# Mycobacterium avium subspecies paratuberculosis
Mycobacterium avium subspecies paratuberculosis (MAP) ist ein obligat pathogenes Bakterium der Gattung Mycobacterium. Es wird häufig mit M. paratuberculosis oder M. avium ssp. paratuberculosis abgekürzt. Die Stammbezeichnung ist ATCC 19698 (äquivalent zu CIP 103963 or DSM 44133).

## Pathophysiologie
Es ist der verursachende Keim der Johne’schen Krankheit bei Wiederkäuern. Es wird vermutet, dass es einen Zusammenhang zwischen M. avium ssp. paratuberculosis und Morbus Crohn beim Menschen gibt.
Kürzlich veröffentlichte Studien zeigten, dass MAP-Keime die Pasteurisierung von Milch überleben können, was die gesundheitliche Bedenken bzgl. einer ungeahnten Verbreitung von MAP in der aktuellen Milchviehwirtschaft bedeuten würde. Abhängig vom D72C-Wert der nachgewiesenen Stämme und deren Konzentration in der Milch, war ein Überleben der Pasteurisation wahrscheinlicher. Die Hitzebeständigkeit und die Fähigkeit zur Einnistung in weiße Blutzellen korrelierten dabei mit dem Überleben in der Milch.

## Nachweismethoden
MAP ist ein langsam wachsender Organismus und schwierig zu kultivieren. Die bakterielle Kultivierung gilt als „Goldstandard“ für den Nachweis von MAP. Die Detektion in Geweben, Nahrungsmitteln und Wasser ist sehr begrenzt. Der Nachweis von MAP in humanen Blutkulturen wurde kürzlich vorgestellt und wird weiterentwickelt.
Aufgrund der relativ zeitintensiven Kultivierung von Mycobacterium avium ssp. paratuberculosis bzw. langer Inkubationsphasen kommt es häufig zu einem verzögerten Nachweis der Paratuberkulose-Infektion bei Wiederkäuer-Populationen. Aus diesem Grunde wird mittlerweile (in vitro und in vivo) untersucht, ob Hinweise auf Paratuberkulose-Infektionen durch die Detektion spezischer Konzentrationsänderungen volatiler organischer Verbindungen (VOCs) gestützt werden können.

## Behandlung
Des Weiteren werden mittlerweile auch neue Vektoren für Impfstoffe gegen MAP entwickelt, die sowohl präventiv als auch kurativ eingesetzt werden könnten. Die Phase 1 der Humanversuche wurde im Januar 2017 gestartet.